# АйКарли
«АйКа́рли» (англ. iCarly) — американский телесериал и ситком. Транслировался на телеканале Nickelodeon с 8 сентября 2007 по 23 ноября 2012 года. Создан и спродюсирован Дэном Шнайдером, создателем таких телесериалов как «Кинан и Кел», «Дрейк и Джош», «Виктория-победительница» и др. Был дважды номинирован на Основную премию «Эмми» (Primetime Emmy Award) — в 2009 и 2010 годах.
В течение первых пяти сезонов шоу снималось в студии Nickelodeon на Сансет, а на шестой и последний сезон переехало в студию KTLA в Голливуде. Шоу пять раз номинировалось на премию «Эмми» в категории «Выдающаяся детская программа».
Хотя шоу получило смешанные отзывы критиков, оно стало популярным среди зрителей. Эпизод «іСпас твою жизнь» в январе 2010 года собрал 11,2 миллиона зрителей, став второй по количеству просмотров телепередачей в истории Nickelodeon.
17 июня 2021 года на стриминговой платформе Paramount+ состоялась премьера продолжения телесериала, к главным ролям вернулись Миранда Косгроув, Нейтан Кресс и Джерри Трейнор. Перезапуск сериала состоял из 3-х сезонов. В 2023 году сериал был закрыт.

## Сюжет
«iCarly» — это американский телесериал, который рассказывает историю трех друзей подростков — Карли, Фредди и Сэм, которые начинают собственное онлайн-шоу под названием «iCarly». Их шоу становится популярным среди подростков и представляет собой смесь комедии, развлечений и знакомств с новыми людьми.
Карли Шей, главная героиня, мечтает стать знаменитой телеведущей, и с помощью своих друзей, она начинает создавать свою собственную программу, которую они вещают на своем сайте. Начальные эпизоды шоу проходят с множеством неудач и переживаний, но Карли и её команда продолжают идти вперед, сталкиваясь со своими жизненными проблемами.
Карли часто сталкивается с проблемами в школе, а Сэм — с проблемами дома. Фредди, технический гений и лучший друг Карли, помогает им держаться на плаву, работая за кадром. Он отвечает за съемку, монтаж и распространение шоу в Интернете.
Среди их зрителей есть множество взрослых, но в основном шоу пользуется популярностью у подростков и молодежи. Они рассматривают Карли, Фредди и Сэм как своих идолов, и они любят их за то, что они показывают им, что все мечты могут стать реальностью, если вы работаете над ними и не сдаетесь.
Шоу становится настолько популярным, что они начинают получать приглашения на различные мероприятия, участвуют в съемках рекламы и попадают на обложки журналов. Они становятся знаменитыми, но они всегда помнят, откуда они пришли, и всегда помнят своих верных зрителей.
Кроме того, сериал уделяет много внимания отношениям героев между собой. Фредди тайно влюблен в Карли, а Сэм заботится о Карли, как о настоящей сестре. В сериале присутствуют и множество веселых и романтических моментов, которые делают сериал ещё более привлекательным для зрителей.
Однако не все так гладко. Герои сталкиваются с различными препятствиями, такими как конкуренция с другими онлайн-шоу, давление от рекламодателей и проблемы в личной жизни. Например, Карли сталкивается с предложением от другой телевизионной сети, чтобы продолжать свою карьеру на большом экране, но она не хочет оставлять своих друзей и свое шоу.
В конечном итоге, герои преодолевают все трудности, и «iCarly» становится одним из самых популярных онлайн-шоу в мире. Они продолжают создавать новые эпизоды, которые веселят и развлекают зрителей, пока не наступает время расставания, когда герои идут по своим путям, но продолжают оставаться друзьями и коллегами.
В целом, сериал «iCarly» — это забавный и веселый путеводитель по жизни молодых людей, которые показывают зрителям, что никогда не стоит сдаваться в своих мечтах и целях. Он включает в себя множество ярких моментов и приключений, а также дружбу, любовь и уважение.

## В ролях

### Главные персонажи
- Карлотта «Карли» Шэй (Миранда Косгроув) — звезда популярного веб-шоу iCarly, которое создают она и двое её лучших друзей — Сэм и Фредди. Живёт в Сиэтле вместе со старшим братом Спенсером. В одной серии говорится, что отец Карлотты и Спенсера военный, в Сиэтле он не живёт. Карли — симпатичная, уверенная в себе юная леди, которая часто помогает своим друзьям решать разные проблемы. Фредди влюблён в неё, но она не отвечает ему взаимностью и считает его «просто другом». В школе у неё отличная успеваемость. В последней серии уезжает в Италию.
- Саманта «Сэм» Пакетт (Дженнетт Маккарди) — лучшая подруга Карли и соведущая iCarly. Всё время издевается над Фредди, хотя на самом деле испытывает к нему чувства. У Сэм есть сестра-близнец Мелани, в большинстве вопросов являющаяся её противоположностью. Очень любит перекусить и всё время просит у Карли и Фредди денег взаймы. Её любимый цвет — коричневый, потому что это цвет подливы. Немного сумасшедшая — никто никогда не знает, чего от неё ожидать, но с ней всегда весело. Карли всегда старается отговорить Сэм от очередной безумной проделки. Её постоянно вызывают к директору за её приколы, плохое поведение и не самые вежливые высказывания. Почти все родственники Сэм имеют судимость. В начале 5 сезона начинает встречаться с Фредди. Рассталась с ним в 4 серии 5 сезона.
- Фредвард «Фредди» Бэнсон (Нейтан Кресс) — второй лучший друг Карли, технический продюсер её шоу. Всё время терпит насмешки Сэм. Влюблён в Карли, которая не отвечает ему взаимностью и считает его «просто другом». Фредди помешан на компьютерах и прекрасно разбирается в любой технике. В школе у него хорошая успеваемость. Фредди готов сделать всё, что угодно, для Карли, но постоянно ссорится с Сэм.
- Спенсер Шэй (Джерри Трейнор) — двадцатишестилетний брат и опекун Карли, по профессии скульптор. У него есть друг Носоко (Соко (англ. Socko)), который часто помогает ему, а Спенсер часто покупает у него носки (также упоминаются его родственники Галстон и Тейлор). Спенсер — амбициозный художник и скульптор, он превратил их с Карли дом в студию и галерею для своих скульптур (которые чаще всего с большой натяжкой можно назвать скульптурами). Он немного эксцентричен, но в сложных ситуациях всегда приходит сестре на помощь.
- Орентал Корнелиус «Гибби» Гибсон (Ноа Манк) — одноклассник Карли, Сэм и Фредди. Частый гость шоу iCarly. Любит снимать рубашку и танцевать с «голым пузом», но позже отвыкает от этой привычки. Окружающие относятся к нему, как к чему-то среднему между инопланетянином и мутантом. Он, как и многие другие, боится Сэм. Ходит к психологу.

### Периодически появляющиеся персонажи
- Марисса Бенсон (Мэри Шир) — нервная мать Фредди, которая сильно раздражает остальных персонажей. Очень любит Фредди и многое ему не разрешает «ради его же безопасности». Например, носить открытую обувь и штаны без пояса, а также постоянно даёт ему таблетки от тика, сыпи, мажет его лосьоном от прыщей (которых у него нет) и облачного ожога (которого не существует). Вживила сыну в голову микрочип, чтобы его найти, в случае если он пропадёт. Сильно не любит Карли. В одной из серий Карли целует Фредди, и она против этого, хотя раньше говорила Карли «Почему ты не любишь моего сына?»
- Нэвел Амадеус Пеппермэн (Рид Александер) − 11-летний критик, запустил сайт nevelocity.com, делает обзоры на другие веб-сайты. Недруг Карли, который неоднократно пытался разбить в пух и прах шоу iCarly за то, что когда он признался в любви к Карли, та за это облила его тапенадом. В одной из серий всё меняется, и он приходит за помощью к Карли, Сэм и Фредди. Они помогают Нэвелу, но он портит совершенно всё.
- Джеремайя «Джереми» (Натан Пирсон) — одноклассник Карли, Сэм и Фредди. Все время чихает и кашляет. Карли и Сэм зовут его «Микробник». В 1-й серии 2-го сезона он становится их продюсером. Всё, что можно сказать — это не его, как и все остальные дела. Он все обчихает и всех заразит. Остальные персонажи избегают общения с Джеремаей и стараются не находиться рядом с ним.
- Тэд Франклин (Тим Расс) — директор школы, в которую ходят Карли и её друзья. Большой фанат iCarly. Участвовал в шоу, после чего его уволили с поста директора, но iCarly и ученики школы всё же вернули ему должность. Он весёлый, как все подростки. Его любит вся школа.
- Фрэнсин Бригс (Минди Стерлинг) — противная учительница английского языка в школе, где учатся Карли, Сэм и Фредди. Шотландка по происхождению.
- Льюберт Слайн (Джереми Роули) — швейцар в доме, в котором живут Карли, Спенсер и Фредди. Крайне противный. Имеет на щеке огромную бородавку. Крикун и ворчун. В одной серии Карли и её друзья решают взорвать его бородавку. Но позже им приходится ухаживать за ним.
- Чак Чемберс (Райан Очоа) — ребёнок, который часто мучил Спенсера, но в конце концов они стали друзьями (или по крайней мере примирились). Работали вместе на одном этаже, но в конце, когда Спенсер узнал, что он крадёт все пульты, они опять становятся врагами. Известен необычными физическими способностями.
- Марти Ховард (Дэвид Сент-Джеймс) — грубый учитель, который только и ждёт повода, чтобы наказать учеников. Его ненавидят все до одного.
- Теренс Джетер Бо "Тибо" (Буги Боумэн) — продавец в кафе «Груви Смуви». Жадный и очень неприятный человек. Однажды, когда его кафе ограбил преступник по имени «Тень», а Фредди случайно заснял всё на видео новоприобретёнными очками, снабжёнными камерой («Тень» славился тем, что никогда не попадал в объектив камер наблюдения), Тибо выдал Фредди и рассказал во всеуслышание, что именно он заснял «Тень». Известен привычкой постоянно накалывать различные продукты (грудинка, ямс, пончики, такос и т. д.) на палку и продавать их в таком виде.
- Аманда Валдез "Мэнди" (Ария Уоллес) — бешеная фанатка шоу iCarly. В одной из серий Мэнди выкупает сайт iCarly.com и становится главным менеджером шоу. После чего по своей ошибке продаёт веб-адрес Нэвелу. Известна своими двумя утиными масками.

## Эпизоды
| Сезон | Серии | Серии | Даты показа      | Даты показа     |
| Сезон | Серии | Серии | Первая серия     | Последняя серия |
| ----- | ----- | ----- | ---------------- | --------------- |
| 1     | 25    | 25    | 8 сентября 2007  | 25 июля 2008    |
| 2     | 21    | 21    | 27 сентября 2008 | 8 августа 2009  |
| 3     | 18    | 18    | 12 сентября 2009 | 26 июня 2010    |
| 4     | 10    | 10    | 30 июля 2010     | 11 июня 2011    |
| 5     | 10    | 10    | 13 августа 2011  | 21 января 2012  |
| 6     | 6     | 6     | 24 марта 2012    | 9 июня 2012     |
| 7     | 7     | 7     | 6 октября 2012   | 23 ноября 2012  |

## Специальные выпуски
| Название выпуска                                  |
| ------------------------------------------------- |
| «Летим в Японию!» (3 части)                       |
| «Свидание с плохим парнем» (2 части)              |
| «Бой с Шелби Маркс» (2 части)                     |
| «Ухожу из АйКарли» (2 части)                      |
| «Псих» (2 части)                                  |
| «Начинаю фанатскую войну» (2 части)               |
| «Вечеринка с Викторией Победительницей» (3 части) |
| «Всё ещё псих!» (2 части)                         |
| «Шокирую Америку» (2 части)                       |
| «Прощаюсь!» (2 части)                             |